# Tripterospermum alutaceifolium
Tripterospermum alutaceifolium är en gentianaväxtart som först beskrevs av Tung Shui Liu och C.C. Kuo, och fick sitt nu gällande namn av Jin Murata. Tripterospermum alutaceifolium ingår i släktet Tripterospermum och familjen gentianaväxter. Inga underarter finns listade i Catalogue of Life.